# White Deer Plain
White Deer Plain (Bai lu yuan) è un film del 2011 diretto da Wang Quan'an.